# 30日
30日（さんじゅうにち、みそか）は、暦上の各月における30日目である。
各月の30日については下記を参照。
- 1月30日 - 1月30日 (旧暦)
- 2月30日 - 2月30日 (旧暦)
- 3月30日 - 3月30日 (旧暦)
- 4月30日 - 4月30日 (旧暦)
- 5月30日 - 5月30日 (旧暦)
- 6月30日 - 6月30日 (旧暦)
- 7月30日 - 7月30日 (旧暦)
- 8月30日 - 8月30日 (旧暦)
- 9月30日 - 9月30日 (旧暦)
- 10月30日 - 10月30日 (旧暦)
- 11月30日 - 11月30日 (旧暦)
- 12月30日 - 12月30日 (旧暦)

## 記念日・年中行事
- みその日（ 日本）
全国味噌工業協同組合連合会が1982年9月に制定。「みそ(三十)」の語呂合せ。

- 五十日（ 日本、月最終日の場合） ※5か0のつく日および月末
- そばの日（ 日本、月最終日の場合）
日本麺業団体連合会が制定。昔、江戸の商人が毎月月末に縁起物として蕎麦を食べていたことから。